# BTR-90
Il BTR-90 (in cirillico: БТР-90) è un veicolo da trasporto truppe ruotato anfibio di fabbricazione russa, sviluppato nel corso degli anni novanta quale evoluzione del BTR-80 ed entrato in servizio nelle forze armate russe nel 2004.
Entrato in produzione seriale nello stesso anno, nel 2011 il Ministero della Difesa russo ha preferito non proseguire con l'adozione del mezzo in quanto ritenuto obsoleto.
Al 2021, non si è a conoscenza del destino di questi mezzi.
Nell'ottobre del 2023 emergono video che mostrano almeno un BTR-90 russo in combattimento, nel contesto del conflitto russo-ucraino.

## Caratteristiche
Il BTR-90 è molto più pesante rispetto al BTR-80, ma mantiene la caratteristica anfibia (senza preparazione), il motore resta diesel ma con un maggior rapporto potenza/peso, ben 24hp/tonnellata, caratteristica che permette di raggiungere la velocità di 100 km/h.
La principale differenza è la maggior capacità di fuoco primario data dal cannone 30mm, in grado di penetrare 55mm alla distanza di 1000m. Inoltre il BTR-90 ha una capacità di carico di sette tonnellate e un volume di carico di 13 metri cubi, e queste caratteristiche rendono possibile l'aggiunta di altre armi.